# Gebrauchshundprüfung
Die Gebrauchshundprüfung ist eine Arbeitsprüfung für sportlich geführte Hunde in der Fédération Cynologique Internationale (FCI) und ihren Mitgliedsorganisationen und eine Leistungsprüfung im Gebrauchshundsport.
Für internationale Gebrauchshundprüfungen gilt innerhalb der FCI eine einheitliche internationale Prüfungsordnung (IPO). Die Prüfungen werden durch Prüfungsrichter der Landesorganisationen abgenommen, die für diese Klasse ausgebildet und zugelassen sind.
Die internationalen Gebrauchshundprüfungen werden in den Stufen 1 bis 3 abgelegt, für die entsprechend die Ausbildungskennzeichen IPO 1 bis IPO 3 vergeben werden. In jeder dieser Stufen gliedert sich die Prüfung in drei Abteilungen:
- Abteilung A – Fährte/Spur
- Abteilung B – Unterordnung/Gehorsam
- Abteilung C – Schutzdienst/Verteidigung

Nach Bestehen der Prüfung, werden die Hunde als Gebrauchshunde bezeichnet, wobei der Begriff in unterschiedlichem Kontext verwendet wird.
Hunde, die bei einer internationalen Prüfung IPO 3 eine sehr gute oder vorzügliche Bewertung erreicht haben, können – sofern weitere Voraussetzungen, die in der IPO geregelt sind, erfüllt werden – den Titel Internationaler Arbeitschampion (CIT) nach Erlangen aller für diesen Titel nötigen Anwartschaften (CACIT Certificat d’Aptitude au Championnat International de Travail) erhalten.
Seit 2012 gibt es neben der internationalen Gebrauchshundprüfung im Reglement der FCI auch die Gebrauchshundprüfung A 1 bis 3. Sie besteht nur aus den Abteilungen B und C der jeweiligen IPO-Prüfungsstufen, beinhaltet also keine Fährtenarbeit. Die Kennzeichen APr 1 bis APr 3 für diese Prüfungen sind keine Ausbildungskennzeichen im Sinne der Schau- bzw. Ausstellungsordnung, Zuchtordnung und Körordnung.
Im Bereich des Verbandes für das Deutsche Hundewesen (VDH) wurden nationale Prüfungen bis Ende 2011 unter der Bezeichnung Vielseitigkeitsprüfung für Gebrauchshunde (VPG) durchgeführt. Der Hundesport, der sich den Bereichen Fährte, Unterordnung und Schutzdienst widmet, wurde auch als Vielseitigkeitssport bezeichnet. 2012 wurden mit Inkrafttreten des Leitfadens für die internationalen Gebrauchshundprüfungen und die internationale Fährtenhundprüfung der FCI am 1. Januar die bestehenden nationalen Prüfungsordnungen und Richterleitfäden für Gebrauchshundprüfungen durch diesen Leitfaden ersetzt, es gibt also kein nationales Reglement mehr.
Eine Anpassung der Prüfungsordnung fand am 1. Januar 2019 statt. Teilübungen der Prüfungsstufen 1 bis 3 wurden angepasst. Zudem wurde der Sport von IPO zu IGP unbenannt.